# Тодор-Ікономово
То́дор-Іконо́мово (болг. Тодор Икономово) — село в Шуменській області Болгарії. Входить до складу общини Каолиново.

## Населення
За даними перепису населення 2011 року у селі проживали 2135 осіб.
Національний склад населення села:
| Національність   | Кількість осіб | Відсоток |
| ---------------- | -------------- | -------- |
| турки            | 900            | 45,8 %   |
| цигани           | 808            | 41,1 %   |
| болгари          | 235            | 12,0 %   |
| інша             | 3              | 0,2 %    |
| не визначились   | 20             | 1,0 %    |
| Всього відповіли | 1966           |          |

Розподіл населення за віком у 2011 році:
Динаміка населення: